# Ferdi Elmas
Ferdi Elmas est un footballeur turc né le 13 février 1985 à Amsterdam. Il évolue au poste d'ailier gauche ou droit. Il joue actuellement au club de Kardemir Karabükspor.